# Setefilla
Setefilla es una localidad de la  Provincia de Sevilla, Andalucía. Enclavada en la comarca de la Vega del Guadalquivir, al nordeste del término municipal de Lora del Río, al cual pertenece. Sus coordenadas geográficas son 37° 42' 14.6826" N, 5° 29' 53.1632" W y se encuentra situada a 8 km de Lora del Río y 67 km de la capital de provincia, Sevilla.

## Historia
Setefilla es un poblado de colonización (187 habitantes)    que se ubica en la zona regable del pantano del Bembézar y que fue proyectado bajo la responsabilidad técnica de la Delegación de Córdoba del INC (Instituto Nacional de Colonización). Su nombre se origina en la Edad Media,    cuando Fernando III donó estas tierras, conocidas por “Septefilas” o “Sietefilas”, al Priorato de la Orden de San Juan del Hospital de Jerusalén. El proyecto, firmado en Madrid en mayo de 1965 y en cuya dirección también participaría José Antonio Gómez-Luengo, fue realizado por el arquitecto madrileño Fernando de Terán.
En su concepción el poblado estaba configurado por los siguientes edificios:
- 47 viviendas para colonos con sus correspondientes dependencias agrícolas.
- 4 viviendas para personal del Instituto: dos de ellas para tractoristas, otra para un guarda y la restante para el guarda de riego.
- 20 solares para viviendas de obreros correspondientes a las tierras de reserva y 3 para personal de la Confederación Hidrográfica del Guadalquivir.
- 2 viviendas de comerciante con tres locales de negocio en total, uno de ellos panadería.
- Iglesia.
- 2 escuelas con sus respectivas viviendas.
- Ayuntamiento, alojado en la planta superior de un edificio de dos plantas.  Dispone de una sala de reunión, tres despachos y otros servicios.  La planta inferior estaba destinada a los locales de correos y una clínica con internado.
- Una casa-almacén para la Hermandad Sindical que disponía de un  Hogar-rural, biblioteca y aseos en planta baja y dos despachos en planta superior. También disponía de un gran patio de unos 1000 m², reservado para la maquinaria agrícola y un taller para su reparación.[2]

La ordenación se rige mediante una retícula de calles que dan un doble servicio: por un lado calles estrechas por las que se accede a las zonas peatonales y principales de las viviendas; por otro, una ronda exterior que da acceso a las dependencias agrícolas de las viviendas y demás zonas de servicio.

### Trazado
El pueblo se inserta en un plano cuadrado, dividido en dos partes separadas por la calle Mayor, empleando una adaptación del esquema de manzana Radburn de Stein y Wright de 1928, con el cual se pretendía, en palabras de Fernández del Amo, obtener una mayor continuidad edificatoria, sin cortes ni interrupciones, para la consecución de planos verticales continuos que permitieran la configuración de un espacio formalizado, sin rupturas, sin vacíos de edificación, para conseguir un espacio envolvente y acogedor para que dentro de él pudiese desarrollarse la vida de una comunidad al volver del trabajo desde el espacio ilimitado exterior.

### Edificios públicos
La Iglesia

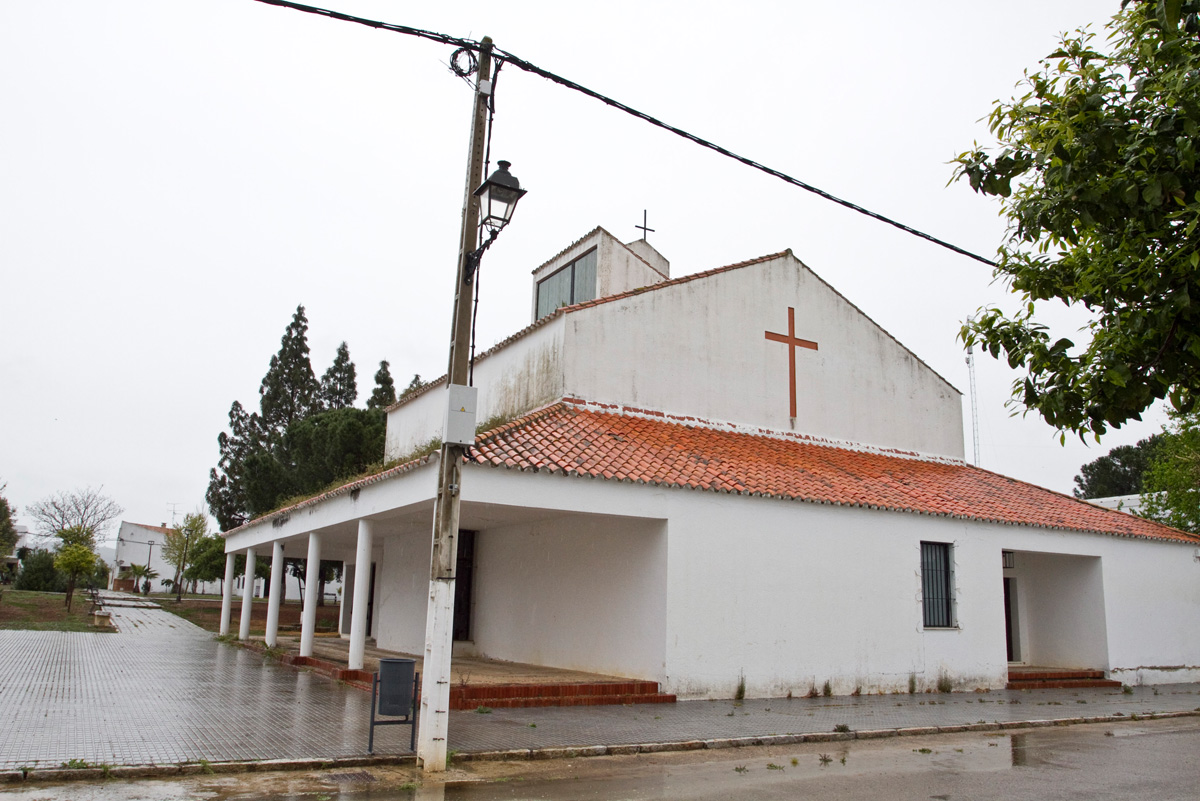
Iglesia de Setefilla.

Edificio singular e innovador, ya que el arquitecto llega a desvincular la estructura formal de la disposición del espacio interior . Al exterior presenta la tradicional estructura basilical de los templos cristianos, con una nave central que se eleva sobre las dos laterales. Aparentemente la cabecera quedaría orientada de manera irregular hacia al sur, sin embargo en su desarrollo interior realmente lo hace hacia el Este, jugando de este modo con la idea tradicional del espacio camino hacia el altar. En el interior crea un espacio complejo y moderno donde el presbiterio es transitable y no se adosa a un muro. Otro rasgo rompedor respecto al modelo de iglesias de este tipo de poblados, es la ausencia de torre-campanario, elemento fundamental dentro de la estrategia propagandística del Instituto. En su lugar la nave central se halla rematada por una espadaña. Por todo ello el edificio se convierte en uno de los ejemplos más peculiares proyectados dentro del INC.
Justamente en el porche de este edificio encontramos uno de los pocos testigos del tipo de pavimento empleado en los poblados de colonización. Un pavimento fabricado con ladrillo, chino de canto rodado y mortero, acorde con la política de emplear materiales que resultaran accesibles y económicos, tanto en la adquisición como en la ejecución del proyecto 
Ayuntamiento

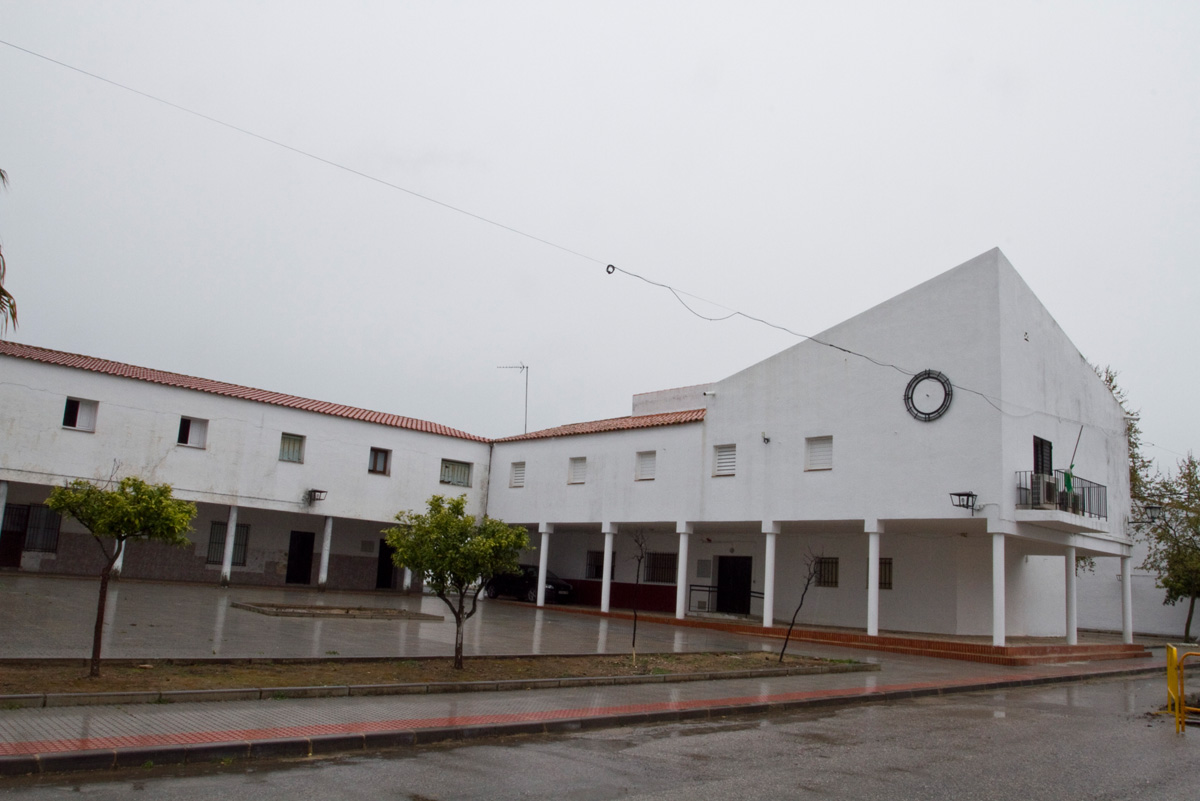
Ayuntamiento de Setefilla

Edificio de dos plantas situado junto a la Plaza Mayor. Presenta unos volúmenes geométricos que le otorgan un aspecto monumental frente al resto de edificios. Su fachada está en sintonía con el esquema de las viviendas de dos plantas de la zona norte, con esa forma apuntada y cubiertas a dos aguas que vierten hacia el interior. En su planta inferior, un porche recorre todos los bajos de los edificios anexos a la plaza que se sustenta sobre una especie de "pilotis". Si a ello le sumamos la propia estética de la fachada, Fernando de Terán consigue evocar en alguna medida la racionalidad de Le Corbusier en su Villa Saboya, alejándose así de la tradicional arquitectura vernácula.  

### La vivienda
Existen diferentes tipologías de viviendas para los colonos tanto de una como de dos plantas:
Tipo A
Casas de una planta, adosadas. Disponen de comedor, cocina, despensa, aseo y tres dormitorios. En la fachada se hunde un porche, patio o vestíbulo abierto a la calle que deja el lienzo en juego de luces y sombras. En las ventanas destaca el diseño de la rejería, que presenta un dibujo esquemático mediante el cruce de varillas de hierro. 
Tipo B
Casas de dos plantas, igualmente adosadas. Constan de comedor-salón de estar, cocina, despensa. Se accede al interior a través de unas escaleras que dan a un profundo zaguán con bancos. También disponen de una jardinera de fábrica.  
En la planta alta se distribuyen tres dormitorios y una solana. En esta se abre un balcón y una serie de cinco profundos ventanucos que evitan la entrada de luz directa. Un tipo de vivienda en la que Fernando de Terán plantea un diseño algo apartado de la tendencia generalizada en estos poblados pero sin llegar a alejarse de los rasgos esenciales de la arquitectura vernácula
Tipo C
Casas de 2 plantas, con comedor-salón de estar, cocina y despensa en la parte inferior mientras la superior consta de varios dormitorios y aseo. La vivienda presenta una planta cuadrada distribuida de manera “romboidal” en torno a la plaza arbolada donde se encuentra la iglesia. El acceso a la vivienda se realiza por un zaguán con un pilar que dispone la puerta lateralmente. En la planta superior, se inserta un profundo balcón en el lado izquierdo que compensa el hueco de la puerta en la planta inferior. El tejado es a dos aguas y vierte hacia el patio, quedando su vértice alineado con el pilar del zaguán, lo que da un aspecto apuntado a la fachada. 
Dependencias agrícolas
Como es común en este tipo de poblados, las casas cuentan con dependencias agrícolas. En ellas cabe destacar la fachada que presenta dos volúmenes basados en el cuadrado y el rectángulo. Sobre este último se abre una serie de pequeños y profundos vanos que articulan un ritmo casi escultórico.
Viviendas de maestros 
Localizadas frente a la iglesia y fuente de la plaza menor.  El conjunto lo conforman dos viviendas adosadas de dos plantas con ambas puertas de acceso insertas en un hueco retranqueado en la fachada. Destaca la rejería que sigue el mismo patrón de dibujo empleado en el resto de las viviendas de colonos.

## Galería de imágenes

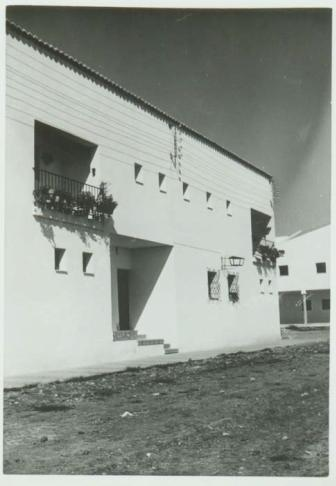
Vivienda tipo A-Setefilla. Foto de Gómez Luengo
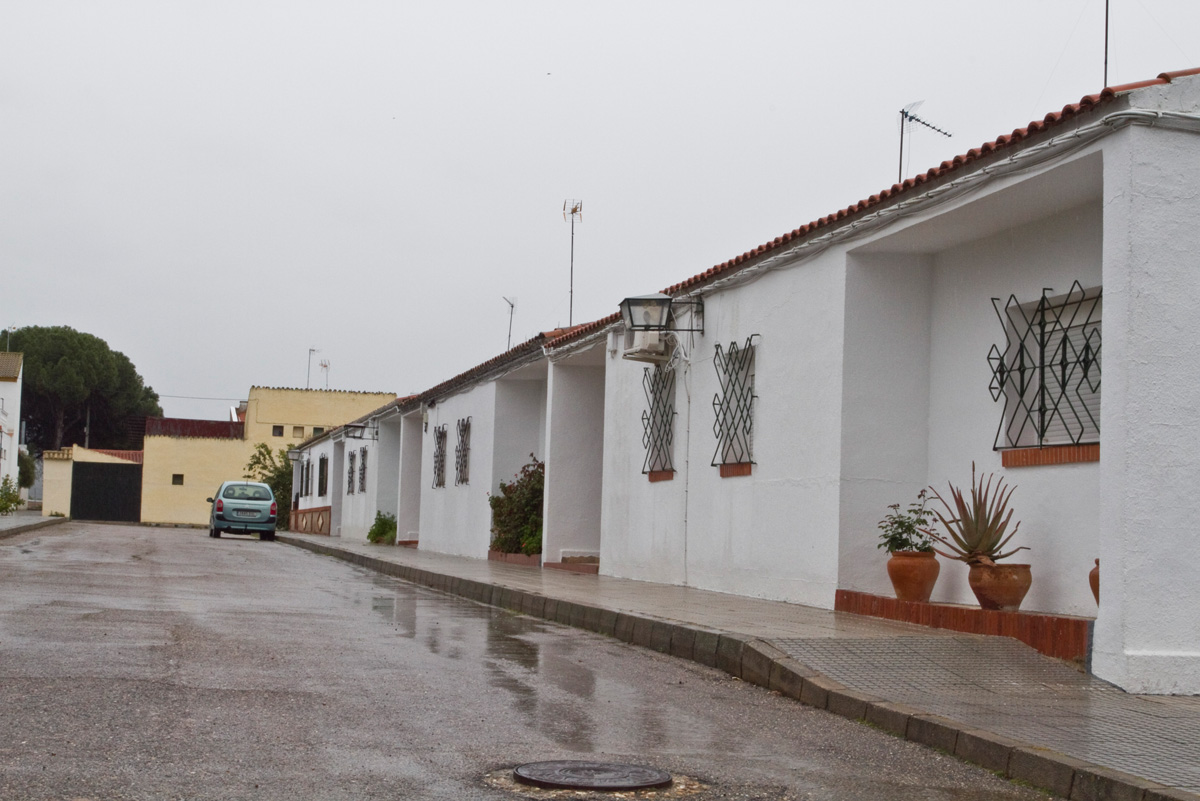
Viviendas del tipo B-Setefilla. Fachada delantera
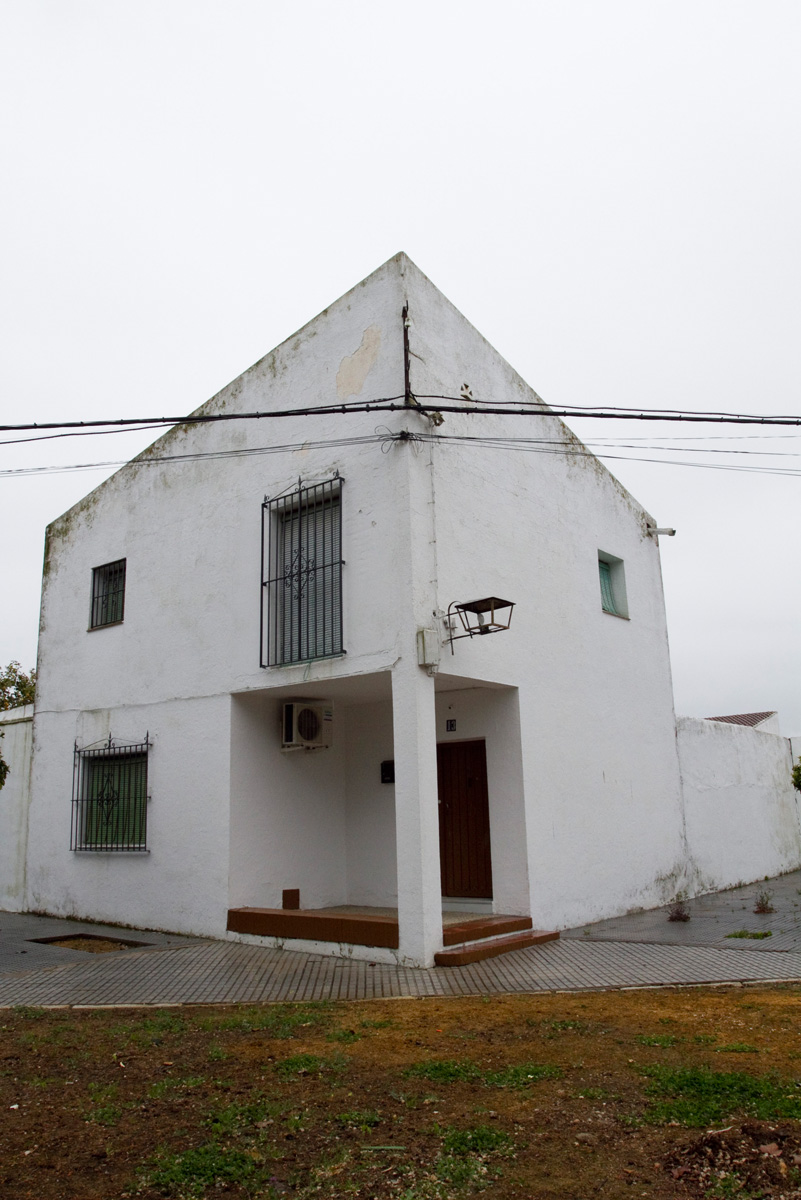
Vivienda tipo C-Setefilla
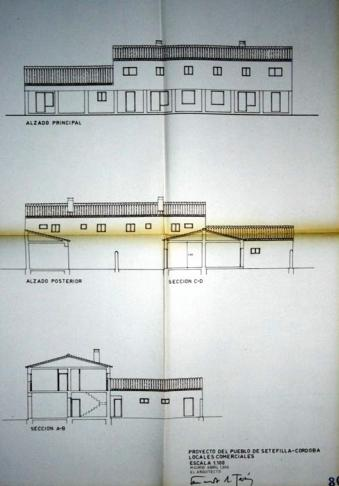
Plano de los locales comerciales-Setefilla
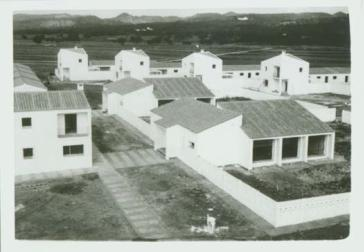
Escuelas de Setefilla. Foto de Gómez Luengo
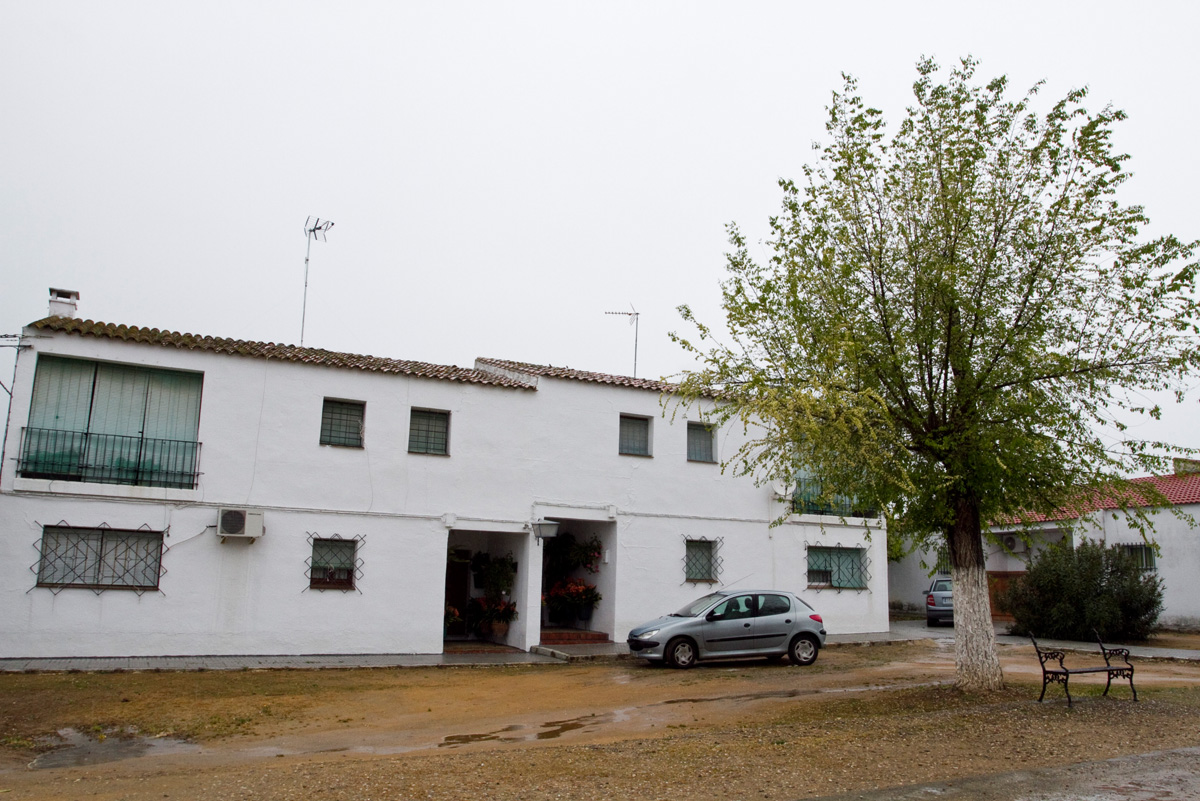
Viviendas de los maestros
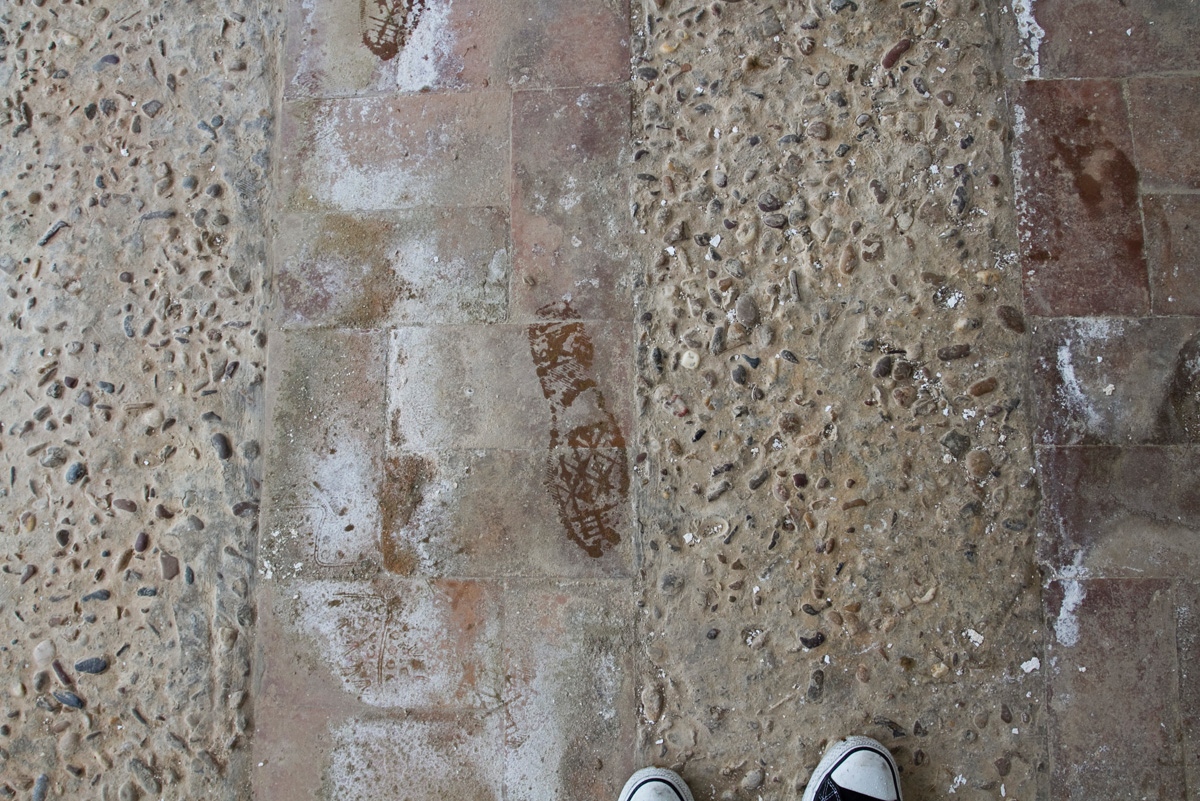
Muestra de los suelos originales-Setefilla

## Patrimonio
Entre el patrimonio más destacable en la pedanía, encontramos la ermita de la Virgen de Setefilla y su castillo.

### La ermita de Setefilla
La ermita fue construida en 1730 sobre los restos de una ermita anterior que formaba parte de un antiguo poblado medieval. Está dedicada a Nuestra Señora de la Encarnación y en su honor se celebra una romería cada 8 de septiembre.

### El castillo
Construido en la Edad Media, se asienta sobre el mismo cerro donde está la ermita. 
En el emplazamiento del castillo se hallaron restos de un pueblo medieval que fue importante durante la Reconquista. Se trata del antiguo pueblo de Setefilla, del que, en la actualidad, apenas quedan vestigios. Lo único relevante es el castillo formado por dos recintos amurallados y tres torres.

## Entorno natural
Abarca dos zonas naturales de interés: la Vega, que es parte de la llanura aluvial del río Guadalquivir; y la Sierra, situada al N de la pedanía. La pedanía es atravesada por varias vías pecuarias y un arroyo.
El arroyo Guadalbacar baja por la Sierra desde el embalse de José Torán hasta desembocar en el Guadalquivir, a la altura de El Priorato. El arroyo, en su travesía por la Sierra, forma un cañón fluvial de gran interés natural denominado el Charco del Infierno. La carretera SE-146 salva el cañón con un puente de gran altura.

### Rutas senderistas
Varias rutas circundan los límites de la pedanía, especialmente la zona de la Sierra.